# Oddział wojskowo-propagandowy Wołga
Oddział wojskowo-propagandowy "Wołga" (ros. Военно-пропагандистское подразделение "Волга") – pododdział propagandowy złożony z Rosjan i Niemców w składzie SS-Standarte "Kurs Eggers" pod koniec II wojny światowej.
Oddział został sformowany pod koniec 1944 r. w ramach SS-Standarte "Kurt Eggers", w którym służyli korespondenci wojenni. Składał się z żołnierzy rosyjskich z Sił Zbrojnych Komitetu Wyzwolenia Narodów Rosji. Niemcy stanowili personel techniczny. Zostali oni na pocz. 1945 r. skierowani na front nad Odrą, gdzie prowadzili działania ideologiczno-propagandowe wobec żołnierzy Armii Czerwonej. Na sowiecką stronę frontu były przerzucane za pomocą specjalnych wyrzutni rakietowych pociski z ulotkami i tzw. listami okopowymi wzywającymi do przechodzenia do Niemców. To samo robiono przez bardzo silne głośniki na samochodach. Oddział przeniesiono następnie w rejon Salzburga, gdzie dostał się do niewoli amerykańskiej.